# Solpugema stiloceras
Solpugema stiloceras är en spindeldjursart som först beskrevs av Lawrence 1929.  Solpugema stiloceras ingår i släktet Solpugema och familjen Solpugidae. Inga underarter finns listade i Catalogue of Life.